# Rohrkombinat
Der VEB Rohrkombinat Riesa (ROK) wurde 1969 gegründet und war ein Kombinat in der Deutschen Demokratischen Republik.
Zum Leistungsspektrum des Kombinats zählten verschiedene Stahl-Halbzeuge, insbesondere Stahlrohre. Weiterhin wurden gegossene Zylinder für den Maschinenbau und im Kombinatsbetrieb VEB Feuerfestwerke „Kurt Krenz“ Wetro Feuerfest-Produkte produziert.
Das Kombinat unterstand dem Ministerium für Erzbergbau, Metallurgie und Kali. Weitere zentralgeleitete Kombinate im Bereich der Metallurgie können in der Liste von Kombinaten der DDR eingesehen werden.

## Geschichte
Das Kombinat wurde 1969 gegründet. Als Vorgänger können die Vereinigungen Volkseigener Betriebe VVB VESTA Leipzig (1948 – 1951) und VVB EFW Eisenerz, Ferrolegierungen, Walzenguss Leipzig angesehen werden. In diesen war zuvor eine große Anzahl von Stahl- und Walzwerken der DDR vereinigt.
Im Jahr 1988 arbeiteten rund 44 % der Kombinatsangehörigen im Stammbetrieb VEB Stahl- und Walzwerk Riesa und in dessen Betriebsteilen. Die Kombinatsbetriebe waren zuletzt regional in den Bezirken Dresden (fünf Betriebe) und Karl-Marx-Stadt (ein Betrieb) konzentriert. Zuletzt produzierte das Kombinat im Jahr rund 600.000 Tonnen Rohre.
Im Zuge der Wende und der anschließenden Wiedervereinigung wurde das Kombinat 1990 aufgelöst und seine Betriebe wurden privatisiert. Die privatisierte Stahl- und Walzwerk Riesa AG, die den Stammbetrieb in Riesa umfasste, ging bald nach der Wiedervereinigung zugrunde. Im Jahr 1991 wurde das Grundstück in Riesa durch die italienische Feralpi Group aufgekauft und darauf ein Werk der ESF Elbe-Stahlwerke Feralpi neuerrichtet.

## Zugehörige Betriebe
Zum Kombinat gehörten 1990 die folgenden Betriebe:
- VEB Stahl- und Walzwerk Riesa; (Stammbetrieb)
- VEB Edelstahlwerk „8. Mai 1945“ Freital; bis 1973 noch im VEB Qualitäts- und Edelstahlkombinat Brandenburg
- VEB Feuerfestwerke „Kurt Krenz“ Wetro
- VEB Rohr- und Kaltwalzwerk Karl-Marx-Stadt
- VEB Stahl- und Walzwerk Gröditz; bis 1973 noch im VEB Qualitäts- und Edelstahlkombinat Brandenburg
- VEB Walzengießerei Coswig

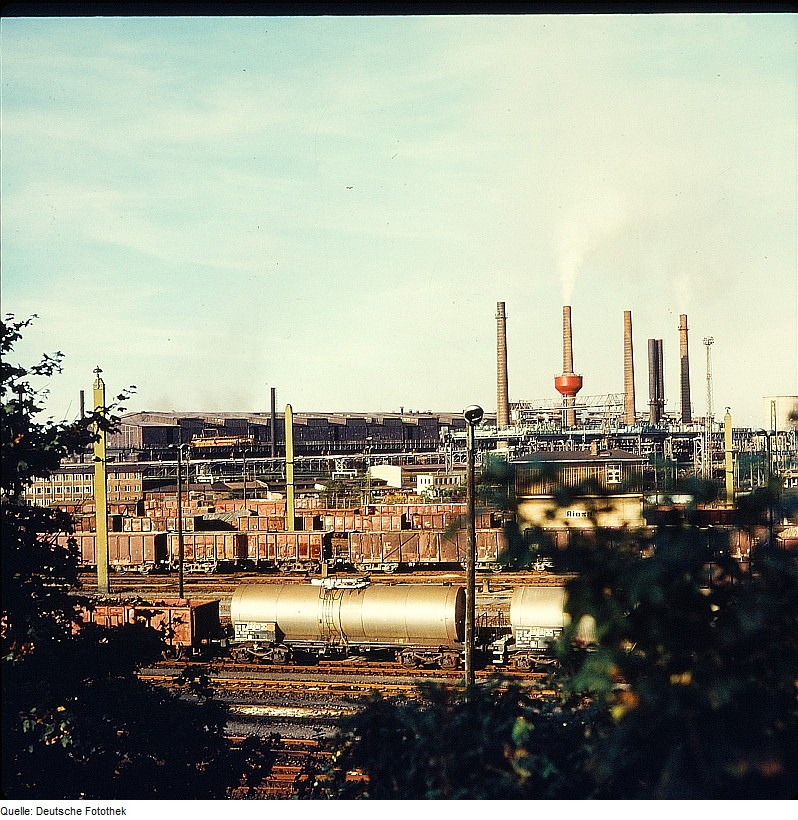
Stahl- und Walzwerk Riesa
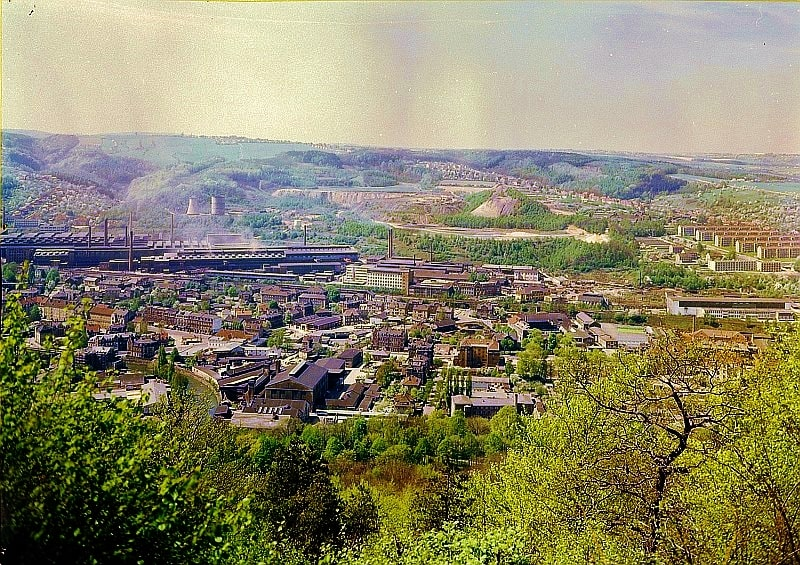
Edelstahlwerk „8. Mai 1945“ Freital
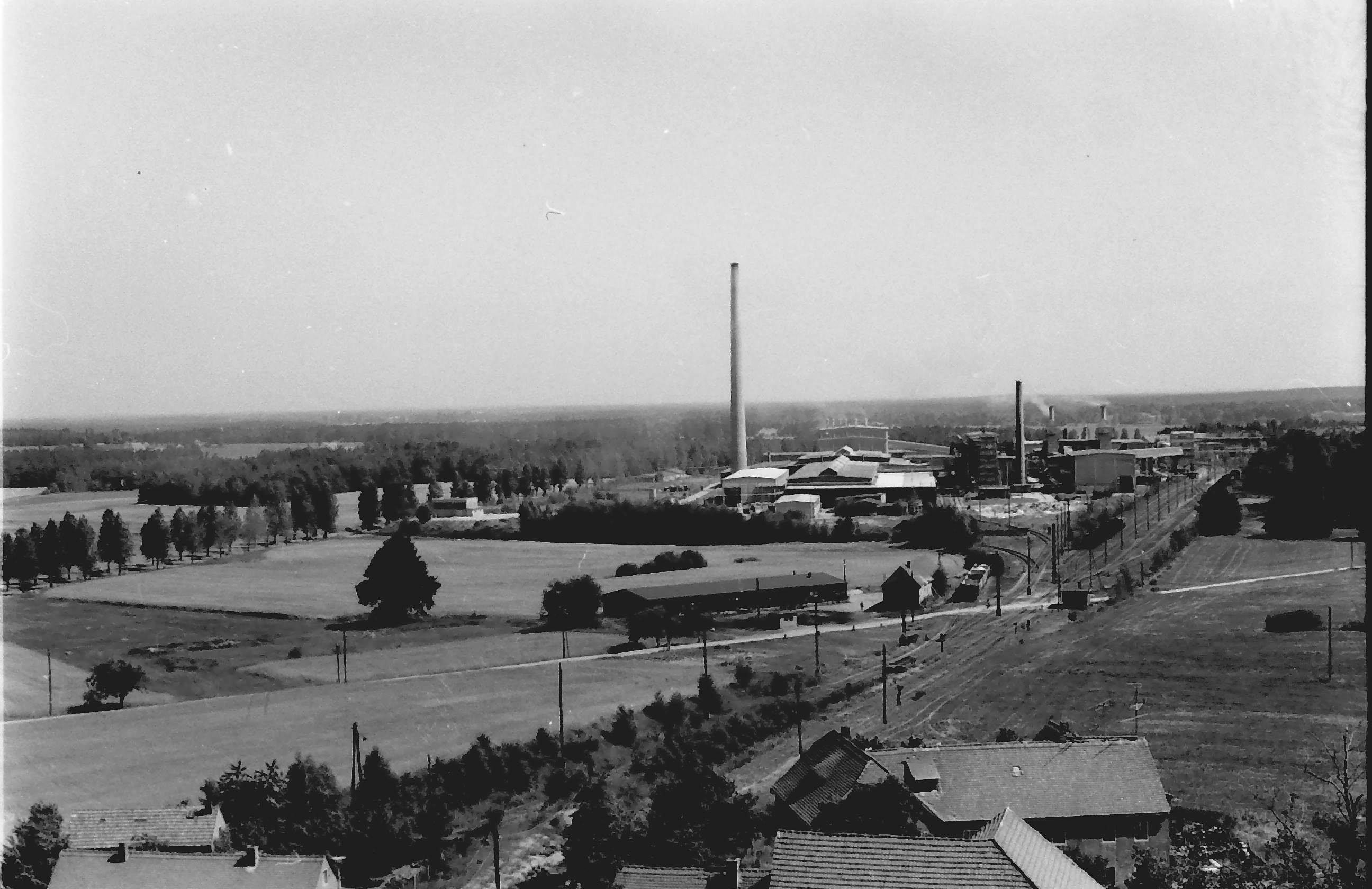
Feuerfestwerke „Kurt Krenz“ Wetro
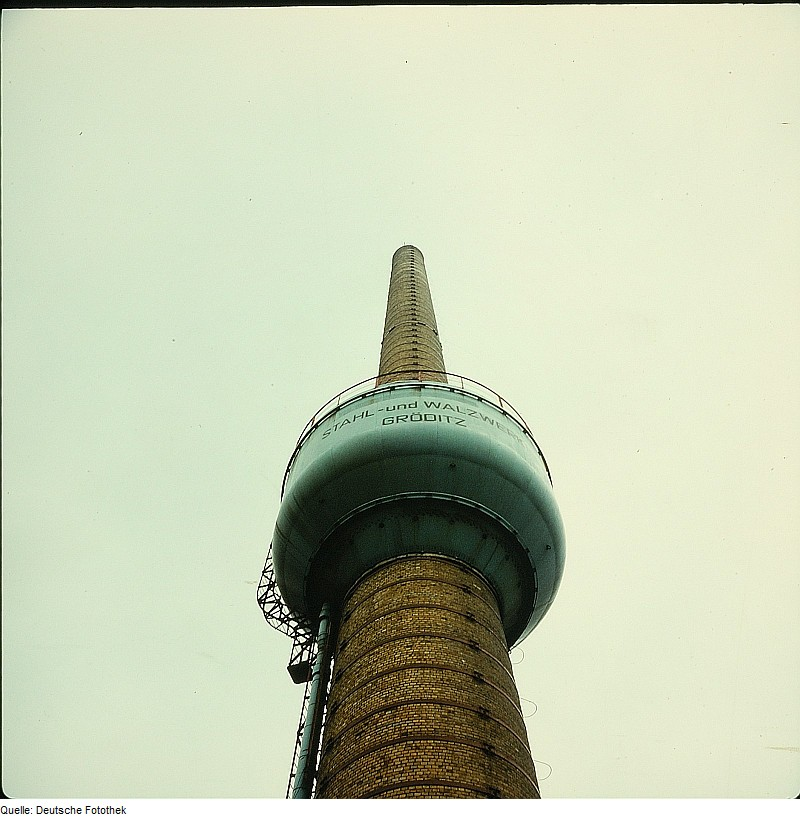
Stahl- und Walzwerk Gröditz